# Zdeněk Stolař
Zdeněk Stolař (* 11. července 1954 Ostrava) je český psycholog a politik, po sametové revoluci československý poslanec Sněmovny národů Federálního shromáždění (kandidující za Občanské fórum, ale zastupující Stranu československých podnikatelů, živnostníků a rolníků), v 90. letech člen ODA a starosta Frýdku-Místku.

## Biografie
V letech 1969–1973 absolvoval gymnázium ul. dr. Šmerala (Matiční) v Ostravě 1969–1973, pak vystudoval v letech 1973–1978 Filozofickou fakultu Univerzity J. E. Purkyně v Brně. V letech 1990–1992 ještě studoval na Právnické fakultě Univerzity Karlovy v Praze, ale studium nedokončil. V letech 1979–1990 pracoval jako psycholog v manželské a předmanželské poradně.
Ve volbách roku 1990 kandidoval do české části Sněmovny národů Federálního shromáždění (volební obvod Severomoravský kraj) za OF. Mandát ale nabyl až dodatečně v únoru 1992 jako náhradník. V té době již Občanské fórum neexistovalo a Stolař nastoupil do poslaneckého klubu formace Strana československých podnikatelů, živnostníků a rolníků. Ve Federálním shromáždění setrval do voleb roku 1992.
V letech 1990–1993 byl ředitelem Úřadu práce ve Frýdku-Místku, v období let 1993–1994 pracoval v Agentuře pro regionální rozvoj v Ostravě jako ředitel divize pro oblast zaměstnanosti, municipalit a životního prostředí. V roce 1994 se stal členem Občanské demokratické aliance. Dlouhodobě se angažoval v komunální politice. Do frýdecko-místeckého zastupitelstva byl zvolen za ODA v komunálních volbách roku 1994 a v komunálních volbách roku 1998. V letech 1994–1998 byl zástupcem starosty a od roku 1998 do roku 2002 starostou Frýdku-Místku. V komunálních volbách roku 2002 kandidoval do zastupitelstva, ale nebyl zvolen. V komunálních volbách roku 2006 do zastupitelstva zvolen byl, nyní za hnutí NEZÁVISLÍ. Za tuto formaci kandidoval do zastupitelstva neúspěšně v komunálních volbách roku 2010.
V senátních volbách roku 1996 kandidoval do horní komory českého parlamentu za senátní obvod č. 69 - Frýdek-Místek, coby kandidát ODA, ale získal jen 15 % hlasů a nepostoupil do 2. kola. Opětovně se o kandidaturu na senátora v tomto obvodě za ODA snažil v senátních volbách roku 2002, ale jeho zisk necelých 10 % mu nezajistil postup do 2. kola.
Bydlí ve Frýdku-Místku. Jeho manželkou je Ing. Monika Stolařová. Má dvě děti (Hana, Michal).